# 雪莉罌粟
雪莉罌粟（英語：Shirley Poppy），一種罌粟花，為虞美人花（Papaver rhoeas）的品種之一，作為觀賞植物之用，在歐洲廣泛被種植。在1800年，於英格蘭培育出來。

## 歷史
1800年，在倫敦雪利教區的副主教William Wilks，首先培育出這個品種。